# NGC 1605
NGC 1605 ist ein offener Sternhaufen vom Typ III1m im Sternbild Perseus am Nordsternhimmel. Er hat eine Winkelausdehnung von 5,0' und eine scheinbare Helligkeit von +10,7 mag. Der Haufen ist rund 8.300 Lichtjahre vom Sonnensystem entfernt und hat einen Durchmesser von etwa 12 Lichtjahren. Mit einem Alter von nur 40 Millionen Jahren ist NGC 1605 sehr jung.
Das Objekt wurde am 11. Dezember 1786 von William Herschel entdeckt und wird auch als OCL 406 bezeichnet.